# Niccolò Lattanzi
Niccolò Lattanzi (Spoleto, 19 febbraio 1983) è un pallavolista italiano.
Gioca nel ruolo di schiacciatore nel Marconi Volley Spoleto.

## Carriera
La carriera di Niccolò Lattanzi inizia nelle formazioni giovanili di Marconi Volley Spoleto e Cuneo Volley Ball Club, con le quali partecipa rispettivamente a un campionato di Serie C e a uno di Serie B2, facendo anche qualche sporadica apparizione nella prima squadra del club piemontese, militante in Serie A1, vincendo una Coppa Italia. In seguito gioca diversi campionati nelle categorie inferiori, vestendo le maglie di Marconi Volley Spoleto, Sir Safety, Villa d'Oro Pallavolo Modena e Pallavolo Avellino, prima del ritorno a Spoleto, questa volta in Serie A2. Dopo la retrocessione del club spoletino e un'annata in Serie B1, gioca nella seconda categoria nazionale con Argos Volley e Sir Safety Perugia, per poi tornare ancora una volta al Marconi Volley Spoleto.

## Palmarès
- Coppa Italia: 1

2001-02